# Большая Дорогинка
Большая Дорогинка — деревня Голдинского сельского поселения Михайловского района Рязанской области России.

## Население
| 1929 | 2007 | 2010 |
| ---- | ---- | ---- |
| 155  | ↘2   | ↘1   |

## История
До 1924 года деревня входила в состав Малинковской волости Михайловского уезда Рязанской губернии.